# Monti Sabatini

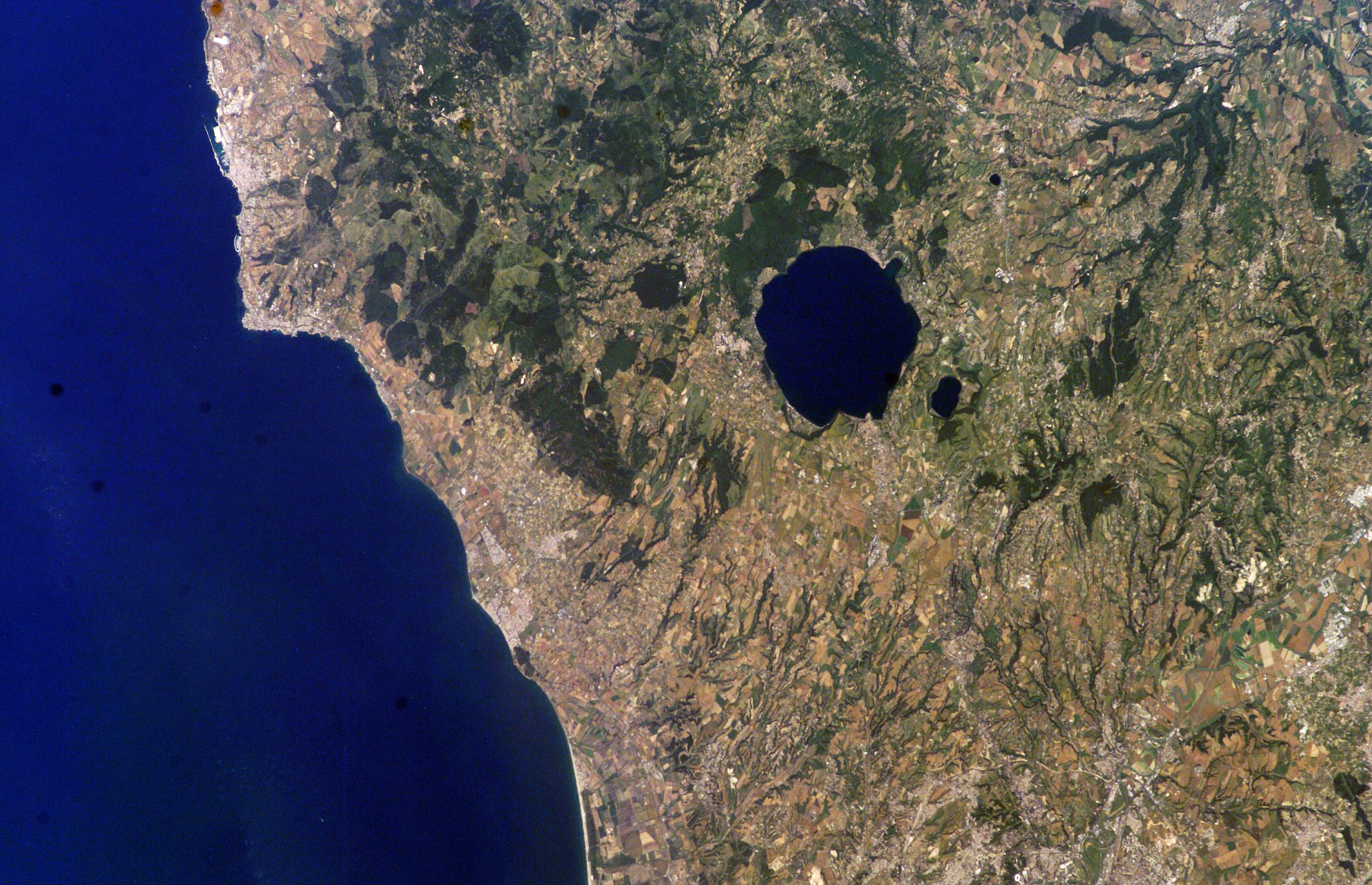
L'area dei Monti Sabatini vista dal satellite (la zona circolare più scura è il Lago di Bracciano e quella più piccola a sud-est il Lago di Martignano)

I Monti Sabatini sono un gruppo montuoso di origine vulcanica, che fa parte insieme ai Monti Volsini ed ai Monti Cimini dell'Antiappennino laziale. È un vulcano considerato quiescente.

## Descrizione
Posti a circa 35 km a nord-ovest di Roma nella zona fra la valle del Tevere e il Monte Soratte a est e i Monti della Tolfa a ovest, sono attraversati in direzione nord-sud dalla via Claudia Braccianese e la via Cassia.
Nell’area sabatina occidentale - caratterizzata dai rilievi più elevati - ricadono i comuni di Bracciano, Anguillara Sabazia, Trevignano Romano, Manziana, Canale Monterano, Sutri, Bassano Romano, Oriolo Romano e Monterosi. L’area ad est di Martignano, caratterizzata da alture che sfiorano appena i 400m, comprende i territori comunali di Campagnano di Roma, Formello, Sacrofano, Morlupo e Castelnuovo di Porto.
Rappresentano un'area collinare di modesta altitudine formata dai resti dell'antico Vulcano Sabatino, del quale rimangono le caldere che costituiscono i laghi di Bracciano e di Martignano nonché quella di Sacrofano e le alture che cingono la Valle di Baccano più diversi rilievi isolati - nati dal collasso di edifici vulcanici minori - come crateri e coni di scorie. 
L'area, fittamente ricoperta da vegetazione appartenente al bosco mediterraneo e delle faggete dell'appennino, presenta una particolare morfologia del suolo vulcanico e fa parte del Parco naturale regionale di Bracciano-Martignano. La modesta altitudine è dovuta alla natura “areale” dell’apparato vulcanico sabatino, costituito da piccoli edifici sparsi piuttosto che da un unico complesso centrale come nel caso dei Cimini e dei Colli Albani. 
Diversi corsi d’acqua di una certa importanza a livello regionale hanno la loro sorgente nel complesso collinare sabatino per poi confluire nel vicino Tevere o sfociare nel Mar Tirreno. Tra questi troviamo il Mignone, che scorre in direzione est-ovest fino a sfociare nel Tirreno segnando il confino tra la Città metropolitana di Roma Capitale e la Provincia di Viterbo per buona parte del suo percorso; l’Arrone, emissario del Lago di Bracciano, il Cremera - compreso interamente nel Parco Regionale di Vejo - e il torrente Treja, maggiore affluente di destra del Tevere nel Lazio.
All'interno dell'area parco è presente il SIC IT6010034 Faggete di Monte Raschio e Oriolo individuato nel giugno 1996 e passato a Zona Speciale di Conservazione (ZSC) nel dicembre 2016, un bosco di faggi che si estende per 712 ha, tra i comuni di Bassano Romano ed Oriolo Romano, interessando i rilievi di monte Termine (591 m s.l.m.), Poggio Stracciacappello (567 m s.l.m.), monte Lungo (530 m s.l.m.), i Valloni di Fonte Vitabbia (450 m s.l.m.) e monte Raschio (552 m s.l.m.). 
Attualmente, la ZSC comprende al suo interno il sito UNESCO della Faggeta vetusta depressa di Monte Raschio, riconosciuta nel 2017 Patrimonio Mondiale Naturale dell'Umanità.

### Rilievi
La cima più alta è il Monte Rocca Romana che arriva a 612 m e segna il confine tra le province di Roma e Viterbo e i comuni di Bracciano e Sutri. Le altre cime sono:
| Cime                    | ! Altitudine | Coordinate                  | Comune            | Provincia |
| ----------------------- | ------------ | --------------------------- | ----------------- | --------- |
| Monte Rocca Romana      | m. 612       | 42.176355°N 12.236202°E     | Trevignano Romano | Roma      |
| Monte Termine           | m. 591       | 42°11′15.32″N 12°11′34.59″E | Bassano Romano    | Viterbo   |
| Monte Calvi             | m. 583       | 42°11′37.88″N 12°13′50.29″E | Sutri             | Viterbo   |
| Poggio Stracciacappello | m. 567       | 42°11′10.53″N 12°10′56.87″E | Bassano Romano    | Viterbo   |
| Monte Raschio           | m. 552       | 42°10′26.9″N 12°09′17.75″E  | Oriolo Romano     | Viterbo   |
| Monte Calvario          | m. 545       | 42°08′27.85″N 12°06′54.49″E | Canale Monterano  | Roma      |
| Monte Lungo             | m. 530       | 42°11′01.53″N 12°11′06.08″E | Bassano Romano    | Viterbo   |
| Poggio Pusugliano       | m. 527       | 42.194736°N 12.170627°E     | Bassano Romano    | Viterbo   |
| Poggio delle Forche     | m. 520       | 42°09′30.67″N 12°10′20.45″E | Bracciano         | Roma      |
| Monte Rinacceto         | m. 503       | 42.178853°N 12.243555°E     | Sutri             | Viterbo   |
| Monte Levo              | m. 482       | 42.170274°N 12.181353°E     | Bracciano         | Roma      |
| Poggiaccio              | m. 467       | 42.150484°N 12.146417°E     | Manziana          | Roma      |
| Poggio dell'Oriolo      | m. 456       | 42.155734°N 12.152218°E     | Bracciano         | Roma      |